# Christophe Plantin
Christophe Plantin,  född 1520 i Saint-Avertin nära Tours, död 1 juli 1589, var en fransk-flamsk boktryckare.

## Biografi
Plantin uppsatte 1555 i Antwerpen ett tryckeri, som blev det förnämsta på sin tid och t.o.m. kallades "världens åttonde underverk". Han ägde trycktyper för alla på den tiden i Europa kända språk och åstadkom typografiska mästerstycken. Bland dessa står främst hans polyglottbibel, "Biblia sacra hebraice, chaldaice, græce et latine" (i åtta band folio, 1568–72, kallad "Biblia regia"), och därnäst "Corpus juris" samt antika klassiker m.m. Hans förlagsmärke var en ur skyar framsträckt hand, vilken med en passare tecknar en cirkel. Plantin hade filialer i Leiden och Paris. Han var far till Martina Plantin. Hans tre tryckerier övergick till hans svärsöner, det i Amsterdam till Jan Moretus (Moerentorf), vars efterkommande fortsatte affären. 
Tryckeriet i Amsterdam är numera inrättat till Plantin-Moretus-museet. 

## Utmärkelser
Asteroiden 6808 Plantin är uppkallad efter honom.